# HowStuffWorks
HowStuffWorks – anglojęzyczna witryna internetowa wyjaśniająca, w jaki sposób przedmioty są skonstruowane i w jaki sposób działają.
Strona zawiera artykuły pogrupowane według kategorii: Przygoda, Zwierzęta, Samochody, Komputery, Elektronika, Rozrywka, Jedzenie, Geografia, Zdrowie, Historia, Dom i ogród, Pieniądze, Ludzie i Nauka. 
Każda kategoria zawiera szereg artykułów, które zawierają zdjęcia, diagramy, filmy i animacje. Teksty są pisane prostym językiem, co powoduje iż witryna jest użyteczna także dla osób uczących się języka angielskiego.

## Popularność
Według serwisu Alexa, HowStuffWorks należy do 1000 najczęściej odwiedzanych witryn na świecie. Z kolei według witryny complete.com jest ona odwiedzana miesięcznie przez ponad 5 milionów ludzi.
Powstały również nieanglojęzyczne wersje witryny, które są elementami projektu HSW International.
15 października 2007 roku Discovery Communications ogłosiło zamiar kupienia witryny HSW za kwotę 250 milionów dolarów.